# El Fasher
El Fasher o El-Fasher (en árabe: الفاشر‎ Al-Fāshir) es una localidad y capital del estado de Darfur del Norte, en Sudán. Es la ciudad más grande en la región de Darfur al noroeste de Sudán, 195 km al noreste de Nyala.

## Clima
| Parámetros climáticos promedio de El Fasher (1961-1990) | Parámetros climáticos promedio de El Fasher (1961-1990) | Parámetros climáticos promedio de El Fasher (1961-1990) | Parámetros climáticos promedio de El Fasher (1961-1990) | Parámetros climáticos promedio de El Fasher (1961-1990) | Parámetros climáticos promedio de El Fasher (1961-1990) | Parámetros climáticos promedio de El Fasher (1961-1990) | Parámetros climáticos promedio de El Fasher (1961-1990) | Parámetros climáticos promedio de El Fasher (1961-1990) | Parámetros climáticos promedio de El Fasher (1961-1990) | Parámetros climáticos promedio de El Fasher (1961-1990) | Parámetros climáticos promedio de El Fasher (1961-1990) | Parámetros climáticos promedio de El Fasher (1961-1990) | Parámetros climáticos promedio de El Fasher (1961-1990) |
| Mes                                                     | Ene.                                                    | Feb.                                                    | Mar.                                                    | Abr.                                                    | May.                                                    | Jun.                                                    | Jul.                                                    | Ago.                                                    | Sep.                                                    | Oct.                                                    | Nov.                                                    | Dic.                                                    | Anual                                                   |
| ------------------------------------------------------- | ------------------------------------------------------- | ------------------------------------------------------- | ------------------------------------------------------- | ------------------------------------------------------- | ------------------------------------------------------- | ------------------------------------------------------- | ------------------------------------------------------- | ------------------------------------------------------- | ------------------------------------------------------- | ------------------------------------------------------- | ------------------------------------------------------- | ------------------------------------------------------- | ------------------------------------------------------- |
| Temp. máx. media (°C)                                   | 29.8                                                    | 31.9                                                    | 35.6                                                    | 37.8                                                    | 38.9                                                    | 38.4                                                    | 35.4                                                    | 33.9                                                    | 35.7                                                    | 36.0                                                    | 32.7                                                    | 30.0                                                    | 34.7                                                    |
| Temp. media (°C)                                        | 19.7                                                    | 21.7                                                    | 25.5                                                    | 28.1                                                    | 30.1                                                    | 30.7                                                    | 28.9                                                    | 27.9                                                    | 28.5                                                    | 27.5                                                    | 23.0                                                    | 20.1                                                    | 26                                                      |
| Temp. mín. media (°C)                                   | 9.5                                                     | 11.4                                                    | 15.5                                                    | 18.3                                                    | 21.3                                                    | 23.0                                                    | 22.5                                                    | 21.8                                                    | 21.2                                                    | 18.9                                                    | 13.6                                                    | 10.3                                                    | 17.3                                                    |
| Precipitación total (mm)                                | 0.0                                                     | 0.0                                                     | 0.3                                                     | 1.9                                                     | 7.0                                                     | 14.6                                                    | 59.1                                                    | 87.0                                                    | 35.5                                                    | 7.1                                                     | 0.0                                                     | 0.0                                                     | 212.5                                                   |
| Días de precipitaciones (≥ 0.1 mm)                      | 0.0                                                     | 0.1                                                     | 0.1                                                     | 0.3                                                     | 1.3                                                     | 2.4                                                     | 8.3                                                     | 9.3                                                     | 4.5                                                     | 1.0                                                     | 0.0                                                     | 0.0                                                     | 27.3                                                    |
| Fuente: Hong Kong Observatory 2 de marzo de 2011        |                                                         |                                                         |                                                         |                                                         |                                                         |                                                         |                                                         |                                                         |                                                         |                                                         |                                                         |                                                         |                                                         |